# Serge Bento
Serge Bento, auch Serge Benneteau (* 25. November 1931 in Paris als Serge Emile Benneteau-Desgrois) ist ein französischer Schauspieler, der hauptsächlich mit dem Regisseur Claude Chabrol zusammenarbeitete. Er spielte in über 70 Kino- sowie TV-Filmen und Mini-Serien in Frankreich zumeist kleinere Rollen.

## Leben und Karriere
1931 in Paris geboren, wandte sich Serge Bento, damals noch unter dem Namen Serge Benneteau, mit Anfang 20 dem Film zu. Sein Leinwanddebüt gab er in Robert Bressons Drama Tagebuch eines Landpfarrers in der kleinen Rolle des Mitonnet. Es folgten fast 10 Jahre lang nur wenig bedeutende Rollen als Kleinstdarsteller, selten im Abspann genannt. 
1960 lernte er Claude Chabrol kennen, der sein Potential erkannte und ihn in insgesamt 13 seiner Filme besetzte und ihm nach und nach auch größere Rollen gab, wie die des Buchhändlers in Zwei Freundinnen 1968 neben Stars wie Jean-Louis Trintignant, Jacqueline Sassard und Stéphane Audran, oder in dem Drama Die untreue Frau die Rolle des Bignon ein Jahr später. 
Weitere Rollen in Chabrols Filmen spielte er in Der Riß, Die Unschuldigen mit den schmutzigen Händen oder in Violette Nozière.

## Filmografie (Auswahl)
- 1951: Tagebuch eines Landpfarrers (Journal d’un curé de campagne)
- 1952: Der Mann meines Lebens (L’homme de ma vie)
- 1956: Trapez (Trapeze)
- 1960: Die Unbefriedigten (Les bonnes femmes)
- 1960: Speisekarte der Liebe (Les Godelureaux)
- 1961: L’avarice, Episode aus: Die sieben Todsünden (Les sept péchés capitaux)
- 1962: Der Frauenmörder von Paris (Landru)
- 1963: Ophélia (Ophélia)
- 1964: Der Tiger liebt nur frisches Fleisch (Le tigre aime la chair fraîche)
- 1965: M.C. contra Dr. KHA (Marie-Chantal contre le docteur Kha)
- 1966: Die Demarkationslinie (La ligne de démarcation)
- 1966: Geld oder Leben (La bourse et la vie)
- 1968: Zwei Freundinnen (Les biches)
- 1968: Die untreue Frau (La femme infidèle)
- 1970: Der Riß (La rupture)
- 1975: Die Unschuldigen mit den schmutzigen Händen (Les innocents aux mains sales)
- 1976: Bartleby (Bartleby)
- 1979: Violette Nozière
- 1981: Kommissar Moulin (Commissaire Moulin, Fernsehserie, 1 Folge)
- 2000: Julie Lescaut (Fernsehserie, 1 Folge)
- 2005: Groupe Flag (Fernsehserie, Folge Dans les règles de l'art)
- 2006: Ein perfekter Platz (Fauteuils d'orchestre)